# Automobile Racing Club of America

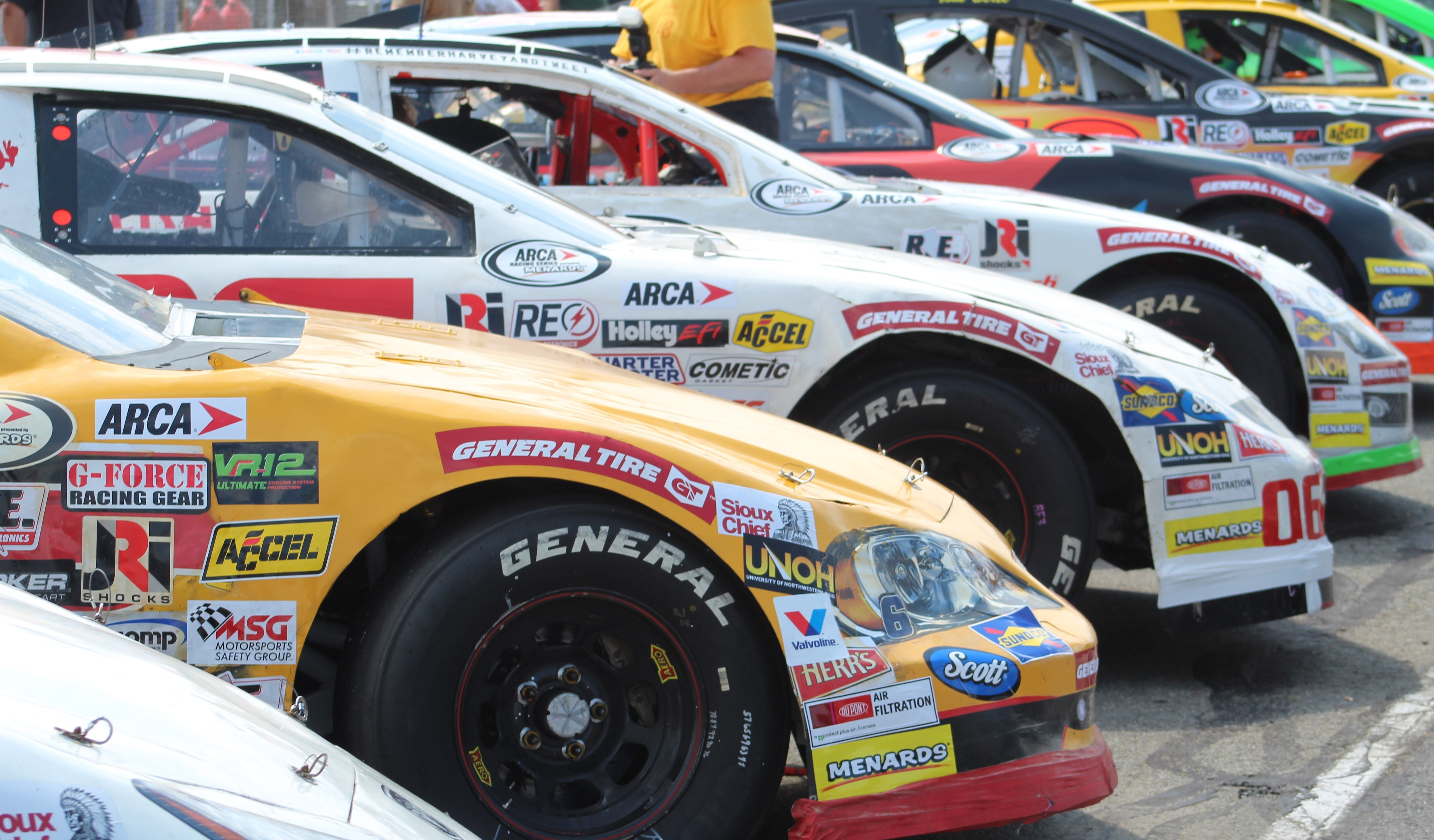
Rennwagen der ARCA

Der Automobile Racing Club of America (ARCA) ist ein US-amerikanischer Motorsportverband, der 1953 von John Marcum gegründet wurde. Präsident des ARCA ist Ron Drager.

## Geschichte
Die 1953 gegründete ARCA hat nichts mit der 1933 gegründeten Organisation gleichen Namens zu tun, aus der der Sports Car Club of America (SCCA) hervorging.
2018 wurde die ARCA von der Nascar Organisation erworben und in die Struktur der NASCAR integriert.

## Sportliche Schwerpunkte
Die vom ARCA in der ARCA Racing Series durchgeführten Rennen werden mit Stock-Cars ausgetragen, die denen der NASCAR Cup Series ähneln. Dies liegt darin begründet, das zum Teil alte Rennwagen der Cup Series vom ARCA eingesetzt werden. Das Fahrerfeld besteht aus professionellen und semi-professionellen Rennfahrern sowie Neulingen, die sich einen Namen machen wollen. Letztgenannte fahren zum Teil auch, im Rahmen eines Fahrerentwicklungsprogramms von NASCAR-Teams, in den ARCA-Rennen.
Der ARCA ist Eigentümer des Toledo Speedway und Flat Rock Speedway.

## Serien
Die ARCA veranstaltet die folgenden Serien:
- ARCA Menards Series
- ARCA Menards Series East
- ARCA Menards Series West
- ASA Midwest Tour
mit der ARCA West Mac’s Series
und der ARCA West Circle K
- ARCA Late Model Gold Cup Series
- ARCA OK Tire Sportsman Series
- CRA Super Series

Von 1999 bis 2016 wurde darüber hinaus die ARCA Lincoln Welders Truck Series ausgerichtet.